# قصة كيرالا
قصة كيرالا (بالإنجليزية: The Kerala Story)‏ (بالهندية: द केरल स्टोरी) هو فيلم دراما تم إنتاجه في الهند وصدر سنة 2023 بطولة آدا شارما.

## القصة
شاليني أونيكريشنان، وهي امرأة اعتنقت الإسلام، تشارك رحلتها المروعة المتمثلة في التطلع إلى أن تصبح ممرضة، فقط لتقنعها الجماعات المتطرفة في الكلية التي حاولت التظاهر بأنهم اصدقاء معها. ثم التلاعب بها في النهاية وجعلها تنضم إلى داعش وانتهى بها الأمر بالسجن في أفغانستان.

## الانتقادات
في 5 أبريل 2024 تم عرضه على قناة دوردارشان المجانية وهي القناة الوطنية بالهند مما سبب جدلاً متجدداً قبل الانتخابات في البلاد إذ قالت المعارضة إن عرضه على التلفزيون الوطني مساء اليوم الجمعة يمكن أن "يغرس بذور العداء الديني":
- حزب المؤتمر وهو حزب المعارضة الرئيسي صرح علناً عن استيائه من عرض الفيلم.
- وزير الدولة الهندي للخارجية فيلامفيلي موراليداران والذي ينتمي إلى ولاية كيرالا صرح للصحافيين: "الفيلم هو قطعة فنية والتعبير الفني مكفول في الدستور".
- بعض النقاد في الهند صرحوا بأنه يحرض على مشاعر سلبية ضد الأقلية المسلمة في الهند.[2]

## وصلات
قصة كيرالا على موقع IMDb (الإنجليزية)
- قصة كيرالا على موقع ألو سيني (الفرنسية)
- قصة كيرالا على موقع قاعدة بيانات الفيلم (الإنجليزية)
- قصة كيرالا على موقع ليتربوكسد (الإنجليزية)